# Frankie Knuckles
Francis "Frankie" Nicholls, mer känd som Frankie Knuckles, född 18 januari 1955 i Bronx i New York, död 31 mars 2014 i Chicago i Illinois, var en amerikansk DJ och musikproducent, en av housemusikens främsta pionjärer. Han är känd för låtar som "Your Love" och "The Whistle Song". Frankie förknippas även med klubben The Warehouse där housemusiken fick sitt namn 1977.